# Сент-Винсент и Гренадины на летних Олимпийских играх 2000
Сент-Винсент и Гренадины принимала участие в Летних Олимпийских играх 2000 года в Сиднее (Австралия) в четвёртый раз за свою историю, но не завоевала ни одной медали. Сборную страны представляли две женщины и двое мужчин.

## Состав и результаты

### Лёгкая атлетика
Мужчины
| Спортсмен          | Дисциплина | Финал     | Финал |
| Спортсмен          | Дисциплина | Результат | Место |
| ------------------ | ---------- | --------- | ----- |
| Паменос Баллантайн | марафон    | 2-19.08   | 31    |

Женщины
| Спортсмен     | Дисциплина | Предварительный раунд | Предварительный раунд | Четвертьфинал | Четвертьфинал | Полуфинал | Полуфинал | Финал     | Финал     |
| Спортсмен     | Дисциплина | Результат             | Место                 | Результат     | Место         | Результат | Место     | Результат | Место     |
| ------------- | ---------- | --------------------- | --------------------- | ------------- | ------------- | --------- | --------- | --------- | --------- |
| Наташа Майерс | 100 м      | 11.61                 | 4                     | Не прошла     | Не прошла     | Не прошла | Не прошла | Не прошла | Не прошла |

### Плавание
Мужчины
| Спортсмен        | Соревнование        | Предварительный раунд | Предварительный раунд | Полуфинал | Полуфинал | Финал     | Финал     |
| Спортсмен        | Соревнование        | Результат             | Место                 | Результат | Место     | Результат | Место     |
| ---------------- | ------------------- | --------------------- | --------------------- | --------- | --------- | --------- | --------- |
| Стивенсон Уоллес | 50 м вольным стилем | 27.84                 | 72                    | Не прошёл | Не прошёл | Не прошёл | Не прошёл |

Женщины
| Спортсмен    | Соревнование        | Предварительный раунд | Предварительный раунд | Полуфинал | Полуфинал | Финал     | Финал     |
| Спортсмен    | Соревнование        | Результат             | Место                 | Результат | Место     | Результат | Место     |
| ------------ | ------------------- | --------------------- | --------------------- | --------- | --------- | --------- | --------- |
| Теран Мэтьюс | 50 м вольным стилем | 31.71                 | 67                    | Не прошла | Не прошла | Не прошла | Не прошла |